# En un mundo nuevo
Chansons représentant l'Espagne au Concours Eurovision de la chanson
Gwendolyne
(1970) Amanece
(1972)
Singles de Karina
Tú y yo
(1971) Yo te dire
(1971)
En un mundo nuevo (« Dans un monde nouveau ») est une chanson interprétée par la chanteuse espagnole de Karina sortie en 45 tours en 1971.
La chanson a été sélectionnée pour représenter l'Espagne au Concours Eurovision de la chanson 1971 se déroulant à Dublin.

## Adaptations
Outre l'espagnol, la chanson a également été enregistrée par Karina en français sous le titre Un monde plus grand et plus beau mais aussi en allemand sous le titre Wir glauben an morgen, en anglais sous le titre Tomorrow I'm Coming Your Way et en italien sous le titre Un mondo nuovo,.

## À l'Eurovision

### Sélection
Le 30 décembre 1970, ayant remporté la finale nationale espagnole, la chanson En un mundo nuevo est sélectionnée pour représenter l'Espagne au Concours Eurovision de la chanson 1971 le 3 avril dans la ville irlandaise de Dublin.

### À Dublin
Elle est intégralement interprétée en espagnol, langue nationale de l'Espagne, comme l'impose la règle de 1966 à 1972. L'orchestre est dirigé par Waldo de Los Ríos.
En un mundo nuevo est la 6e chanson interprétée lors de la soirée, suivant Diese Welt de Katja Ebstein pour l'Allemagne et précédant Un jardin sur la Terre de Serge Lama pour la France.
À la fin du vote, En un mundo nuevo obtient 116 points et se classe 2e sur 18 chansons,.

## Liste des titres
| A1. | En un mundo nuevo | Tony Luz (es), Rafael Trabucchelli (es) | 3:00 |
| B1. | Quisiera tener    | Tony Luz, Maribel Llaudés               | 2:34 |

| A1. | Un monde plus grand et plus beau | Tony Luz (es), Rafael Trabucchelli (es) adaptation : Frank Gérald | 2:58 |
| B1. | Tú y yo                          | Tony Luz                                                          | 3:30 |

## Classement hebdomadaire
| Classement (1971)    | Meilleure position |
| -------------------- | ------------------ |
| Espagne (El Musical) | 3                  |

## Historique de sortie
| Pays        | Titre                            | Date     | Format   | Label              |
| ----------- | -------------------------------- | -------- | -------- | ------------------ |
| Espagne,    | En un mundo nuevo                | 1971     | 45 tours | Hispavox           |
| France      | En un mundo nuevo                | 1971     | 45 tours | Hispavox           |
| Japon       | En un mundo nuevo                | mai 1971 | 45 tours | Columbia           |
| Pays-Bas    | En un mundo nuevo                | 1971     | 45 tours | Hispavox           |
| Portugal    | En un mundo nuevo                | 1971     | 45 tours | Hispavox, Alvorada |
| Scandinavie | En un mundo nuevo                | 1971     | 45 tours | Polydor            |
| Allemagne   | Wir glauben an Morgen            | 1971     | 45 tours | Polydor            |
| France      | Un monde plus grand et plus beau | 1971     | 45 tours | Hispavox           |
| Italie      | Un mondo nuovo                   | 1971     | 45 tours | Carosello          |
| Royaume-Uni | Tomorrow I'm Coming Your Way     | 1971     | 45 tours | United Artists     |

## Reprises et autres versions
En 1971, la chanteuse belge Micha Marah reprend la chanson dans une adaptation en néerlandais sous le titre Die heerlijke wereld (« Ce monde merveilleux »).